# Ebenezer Prout
Ebenezer Prout, född den 1 mars 1835 i Northamptonshire, död den 5 december 1909 i London, var en engelsk tonsättare och musikteoretiker. 
Prout var huvudsakligen autodidakt och blev 1879 lärare i harmoni och komposition vid Royal Academy of Music i London, 1884 därjämte pianolärare vid Guildhall School of Music, samt 1894 professor i musik vid universitetet i Dublin. Han var längre tider musikkritiker i "Monthly Musical Record", "The Academy" och "The Athenaeum". Prout komponerade kammarmusikaliska verk, symfonier, kantater, kyrkliga sångverk, en orgelkonsert med mera, närmast i Mendelssohns anda. 
Med sina både till innehåll och omfång betydande läroböcker Harmony, its theory and practice (1889; omarbetad upplaga 1903), Counterpoint, strict and free (1890), Double counterpoint and canon (1891), Fugue (samma år), Fugal analysis (1892), Musical jorm (1893), Applied forms (1895) och The orchestra (2 band, 1898-99) intog Prout en mycket framstående plats bland samtida musikteoretiker. I formläran hyllade han Hugo Riemanns grundsatser. Prout blev 1895 hedersdoktor vid Dublins och Edinburghs universitet.